# Xevuot
El Xevuot (en hebreu: שבועות) és el sisè tractat (masechet) de l'ordre de Nezikín de la Mixnà, i té 8 capítols. El tractat Xevuot tracta extensivament sobre els juraments judicials i altres juraments, tal com són anomenats a la Torà al llibre de Levític. El Xevuot forma part del Talmud de Babilònia i del Talmud de Jerusalem.